# Fabrice Naessens
Fabrice Naessens (Moeskroen, 13 december 1968) is een Belgisch voormalig professioneel wielrenner. In 1990 werd hij tweede in Luik-Bastenaken-Luik bij de beloften.

## Belangrijkste overwinningen
1990
- 1e etappe Ronde van Luik

1991
- Ronde van de Vendée

1992
- Omloop van het Waasland

## Grote rondes
Geen